# Donau Arena
För Donau Arena i Regensburg, se Donau Arena (Regensburg).
Donau Arena (ungerska: Duna Aréna) är en simanläggning i Ungerns huvudstad Budapest. Tävlingarna i simning och simhopp vid världsmästerskapen i simsport 2017 arrangerades i arenan.
Det första internationella evenemanget i arenan var slutspelet i Champions league i vattenpolo som spelades 25 till 27 maj 2017.
Arenan var från början tänkt att vara värd för världsmästerskapen i simsport 2021 som skulle ha arrangerats i Budapest. Men eftersom Guadalajara i Mexiko lämnade återbud som värd för världsmästerskapen i simsport 2017 färdigställdes istället Donau Arena till detta mästerskap då Budapest övertog arrangörskapet. På grund av ändringen färdigställdes arenan på 14 månader.
I Budapests ansökan om olympiska sommarspelen 2024 var Donau Arena en av de tänkta arenorna.

### Fotnoter
1. ↑  ”Fina Budapest 2017 - Duna Arena”. Arkiverad från originalet den 7 juli 2017. https://web.archive.org/web/20170707143221/http://fina-budapest2017.com/en/locations/duna-arena. Läst 29 juni 2017.
2. ↑  ”Budapest's new Danube Arena proved its world-class quality”. Arkiverad från originalet den 7 augusti 2019. https://web.archive.org/web/20190807162653/http://aroundtherings.com/site/A__60297/Title__Budapest/292/Articles. Läst 29 juni 2017.
3. ↑  ”Budapest to host 2017 rather than 2021 World Aquatics Championships”. http://www.insidethegames.biz/articles/1026067/budapest-to-host-2017-rather-than-2021-world-aquatics-championships.
4. ↑  ”Danube arena swimming venue opens in Budapest”. http://www.thestadiumbusiness.com/2017/02/22/danube-arena-swimming-venue-opens-in-budapest/.
5. ↑  ”2024 BID; DANUBE ARENA (BUDAPEST) OPENED”. https://architectureofthegames.net/2024-bid/2024-bid-danube-arena-budapest-opened/.[död länk]